# Dolmán

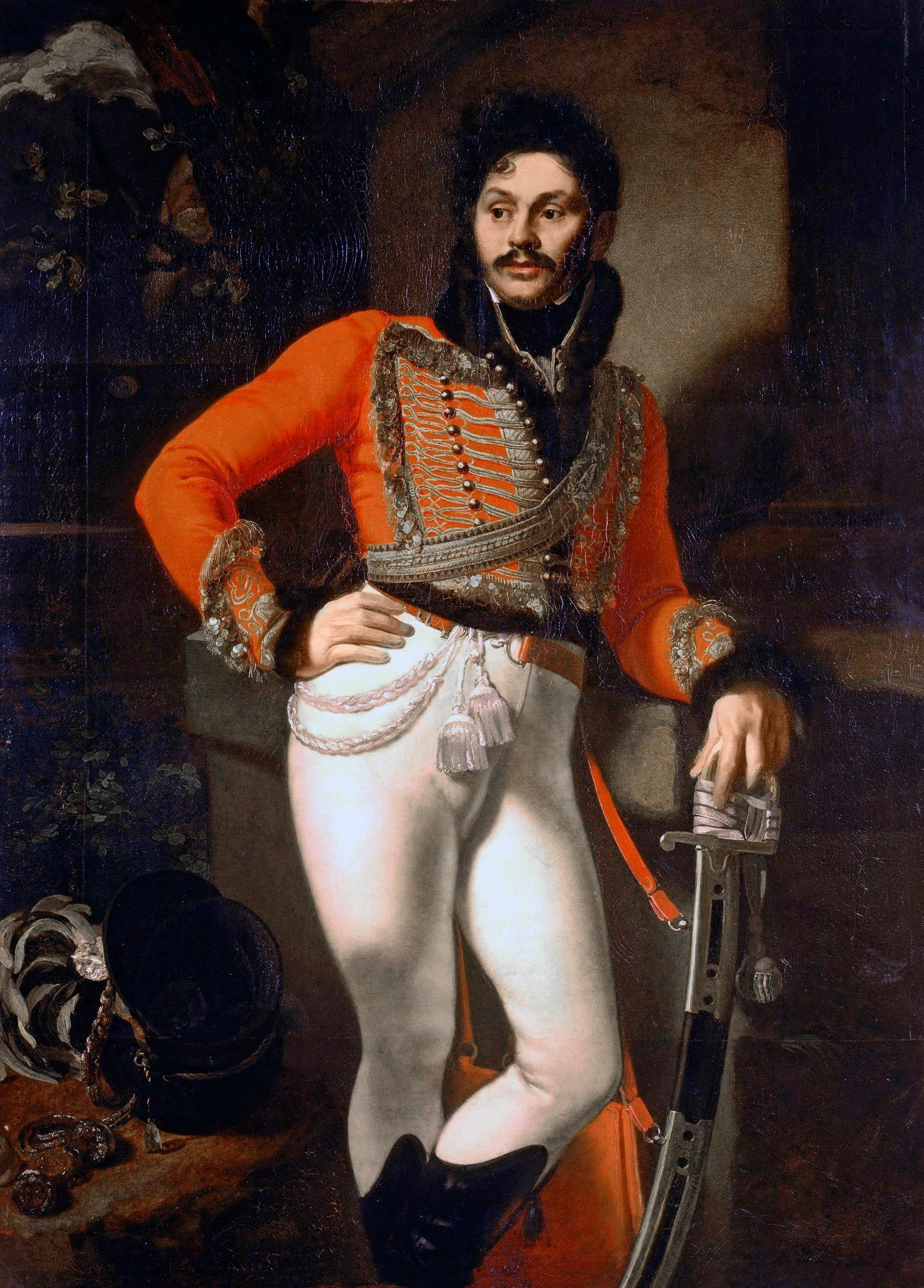
Dolmán.

El dolmán (del francés dolman, y este del húngaro dolmánydel, y este a su vez del turco dolaman, 'ropaje') o dormán es un tipo de indumentaria. Originalmente, el término hacía referencia a una prenda larga y holgada que presentaba angostas mangas y que poseía una abertura en su parte frontal. Por lo general, fue vestida por los turcos, y en cuanto a la forma se refiere apenas se diferencia de la sotana.
La cazadora del uniforme utilizada por los húsares también recibió este nombre. La capa, con su encaje preciso y su fino corte, fue trenzada concienzudamente. Se solía vestir junto con una pelliza, una especie de abrigo de piel suspendido por los hombros.
El término se refiere asimismo a una prenda similar de mujer, suprimiendo las mangas a favor de varios arreglos de ensanchamiento, resultando similar a las capas.
El dolmán es igualmente el principal estilo de manto entre los años 1870 y los años 1880.

## Galería

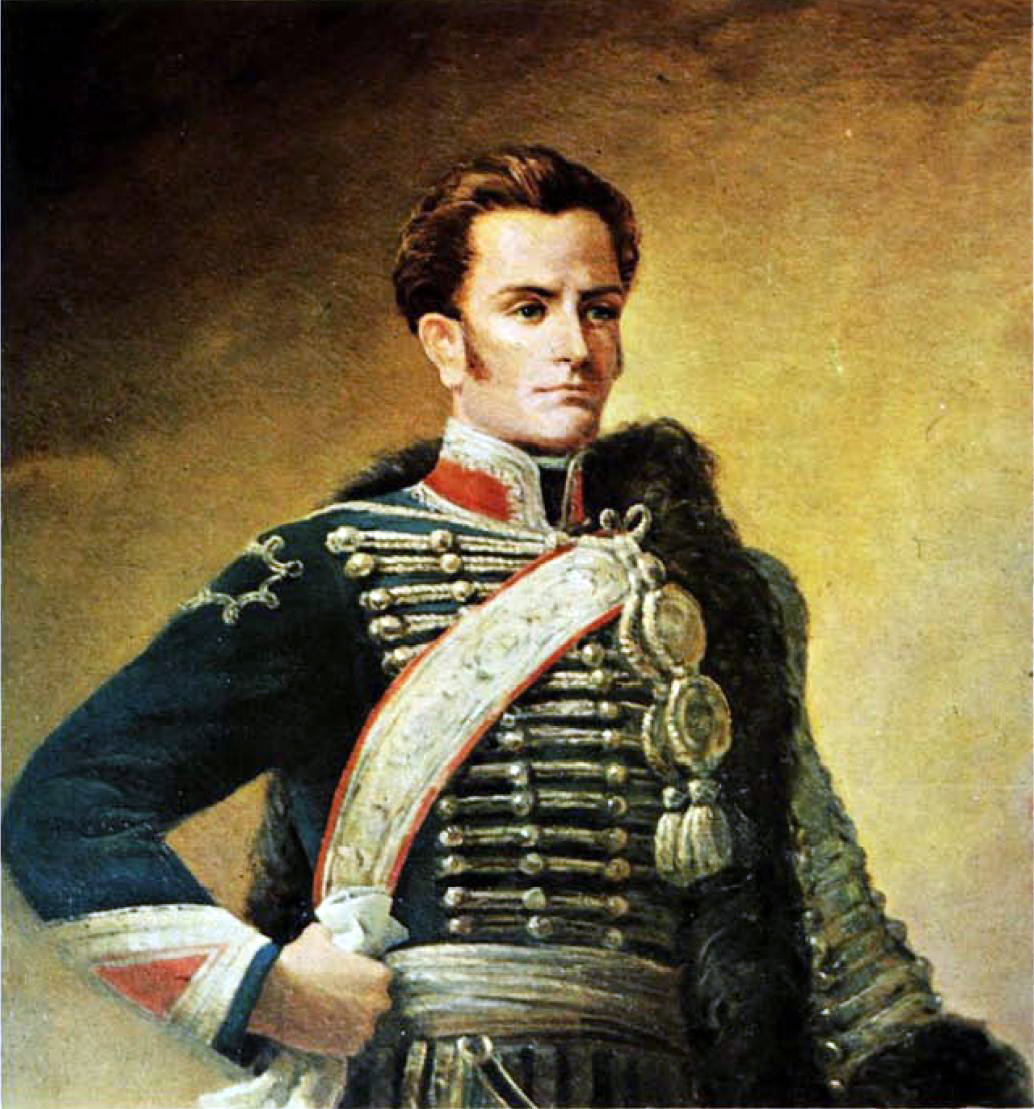
José Miguel Carrera usando un dolmán.
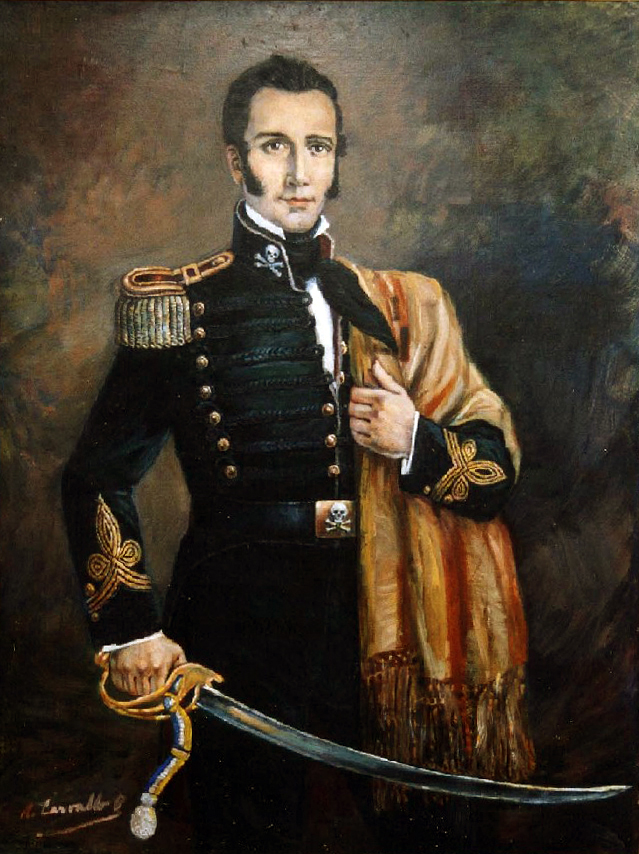
Manuel Rodríguez usando dolmán con una calavera, insignia de los Húsares de la Muerte.
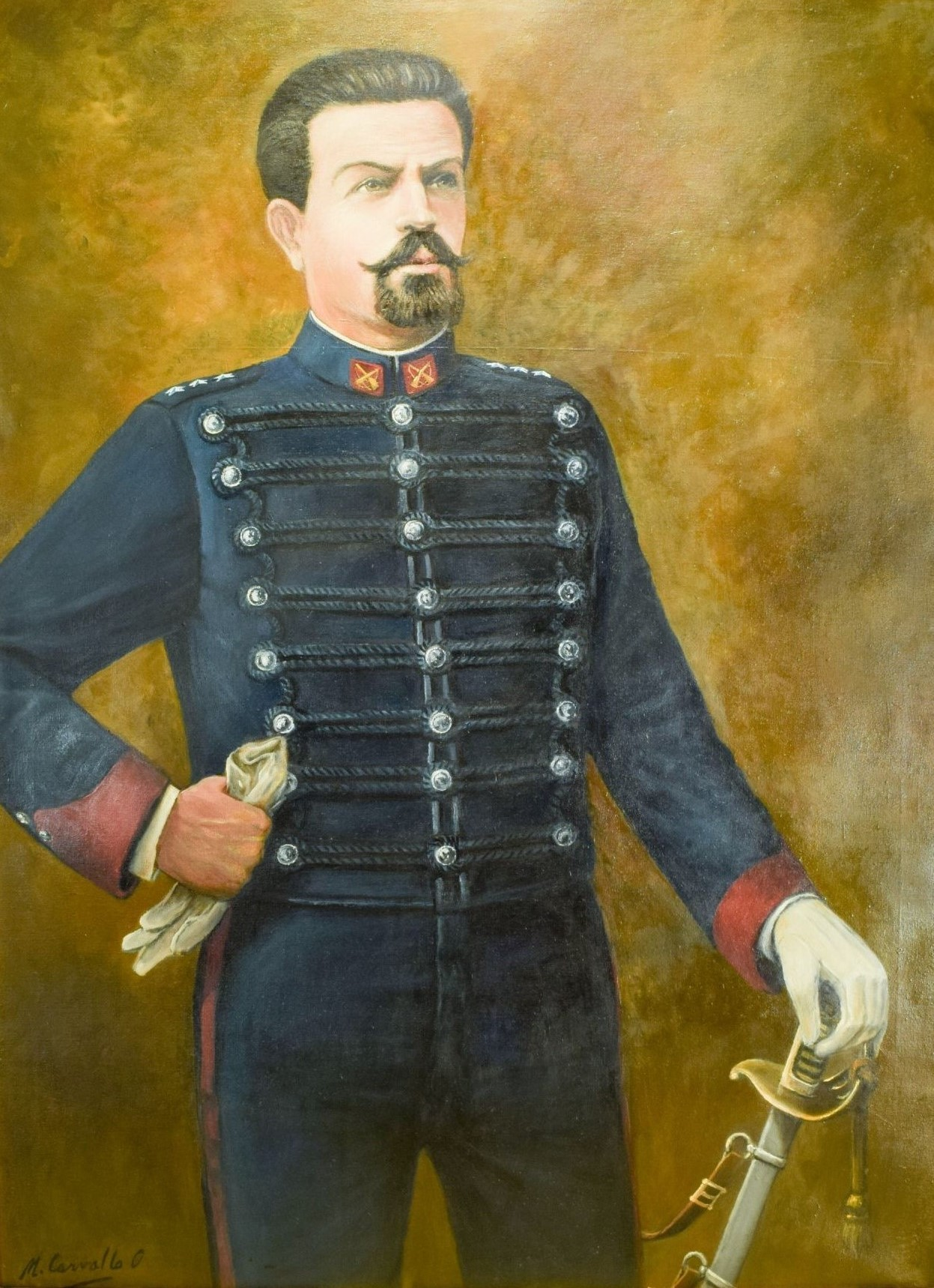
Hernán Trizano con dolmán.